# Entitate
O entitate (Din fr. entité, lat. entitas, -atis.) este ceva care are o existență distinctă, separată, esență a unui lucru. (În filosofia scolastică).
(În filosofie) Evidență sau realitate determinată. În sens filosofic, entitatea este un obiect, sistem, o construcție mentală, vizând esența, determinarea, fiind unitară și coerentă. O „entitate abstractă” este conceptul , principiul, categoria.
(Informatică) Totalitatea caracteristicilor unui obiect reprezentate sub formă de informații.
Studiul conceptelor de existență și de recunoaștere a entităților se efectuează în ontologie.